# 土壌汚染対策法
土壌汚染対策法（どじょうおせんたいさくほう、平成14年5月29日法律第53号）は、土壌汚染の状況の把握、土壌汚染による人の健康被害の防止に関する法律である。土対法（どたいほう）と略される。
2003年（平成15年）2月15日に施行された。本法を「土染法」と呼ぶことがあるが、これは適切ではない。土染法は、農用地の土壌の汚染防止等に関する法律の略称として、本法制定以前より使われている。

## 主務官庁
- 環境省水・大気環境局環境管理課環境汚染対策室[1]

## 目的
土壌汚染の状況の把握に関する措置及びその汚染による人の健康被害の防止に関する措置を定めること等により、土壌汚染対策の実施を図り、もって国民の健康を保護する（法第1条）。

## 策定の背景
土壌汚染の対策は、(1)汚染の未然防止と、(2)既に発生した汚染の浄化等、に大別できる。
汚染の未然防止については、
1. 水質汚濁防止法による有害物質の地下浸透の規制
2. 廃棄物の処理および清掃に関する法律による廃棄物の埋立方法の規制

などにより対策が進められてきた。
既に発生した汚染の対策については、
1. 環境省（当時は環境庁）により人の健康を保護する上で維持されることが望ましい基準として環境基準を定め、逐次対象項目を追加
2. 土壌汚染の調査、除去等の措置の実施に関する指針を定め、指針を踏まえた地方公共団体の事業者等に対する行政指導

という形で進められてきた。
一方、典型七公害（大気汚染、水質汚濁、土壌汚染、騒音、振動、地盤沈下、悪臭）のうち、土壌汚染だけは法規制がないと言われ、土壌汚染対策に関する法制度の確立が課題となっていた。またこれまでの法律は、農作物の生産保護を第一とする農用地に限定されていた。
近年、工場移転によって跡地の再開発をすることが多くなったが、工場跡地で重金属類や揮発性有機化合物等の土壌汚染やこれに伴う地下水の汚染が次々に発見されるようになった。このため、具体的対策の法的な整備が必要となり、2002年に土壌汚染対策法が制定された。

## 内容

### 土壌汚染調査の義務がかかる土地
1. 使用が廃止された、有害物質使用特定施設に係る、工場または事業場（法第3条）
  - 水質汚濁防止法第2条第2項で規定する特定施設であって、特定有害物質をその施設において、製造し、使用し、または処理するもの（下水道法の有害物質使用特定施設も含む。）
2. 土壌汚染のおそれがある土地の形質の変更が行われる場合（法第4条）
  - 一定規模以上（3,000平方メートル）の土地の形質の変更時に都道府県知事（政令市長）に届け出を行い、土地の地歴から土壌汚染の可能性が高い土地であり、調査が必要と命令された場合
3. 土壌汚染による健康被害が生ずるおそれのあると都道府県等が認める土地（法第5条）
  - 地下水汚染が発見され、その周辺で地下水を飲用等に利用し、その汚染原因が土壌汚染の蓋然性の高い土地によって生じていることが確実な場合
  - 土壌汚染の蓋然性の高い土地が、一般の人が立ち入ることのできる状態となっている場合

### 対象となる特定有害物質
本法に定める特定有害物質（法第2条第1項）とは、「それが土壌に含まれることに起因して人の健康に係る被害を生ずるおそれがあるもの」であり、以下の2種類のリスクの観点から物質を選定し決められている。
これにより決められた物質のみ対象物質として扱われている。
1. 地下水等の摂取によるリスク：特定有害物質が含まれる汚染土壌からの特定有害物質の溶出に起因する汚染地下水等の摂取によるリスク
地下水等の摂取の観点から定められた土壌の汚染に係る環境基準における溶出基準項目を対象物質とする
2. 直接摂取によるリスク：特定有害物質が含まれる汚染土壌を直接摂取することによるリスク
人が直接摂取する可能性のある表層土壌中に高濃度の状態で蓄積し得ると考えられる重金属等

### 調査・対策の基本的考え方
本法は、有害物質を取り扱っている事業所が、土壌汚染の状態が不明なまま放置され、不特定な人が立ち入ることによって、人への健康影響が発生してしまうことを防ぐことを目的としている。このリスク（土壌汚染の環境リスク）として、具体的には以下の2つの場合について、調査・対策を講じることとしている。
- 汚染された土壌に直接触れたり、口にしたりする直接摂取によるリスク
- 汚染土壌から溶出した有害物質で汚染された地下水を飲用するなどの間接的なリスク

この「土壌汚染の環境リスク」の大きさは、「(1)土壌が有害な物質で汚染されている程度」と、「(2)汚染された土壌に接した量（暴露量）によって決まる」としている。すなわち土壌環境基準以下に浄化された場合には、たとえ暴露があったとしても、リスクはない、または許容されると判断している。また暴露がない状態（例えば、汚染している土壌に触れることがない場合や、地下水まで汚染が拡散しても飲用がない場合など）と考えられる場合には、リスクはない、または許容されると判断している。
よって対策は、これらのリスクを除去するということを第一の目的としているため、人への暴露経路を遮断する方法、すなわち「浄化」ではなく、覆土・舗装・封じ込め等のリスク低減措置も対策としてできることとなっている。

### 適用される対象物質の基準
特定有害物質によって汚染されている土地の区域を指定する基準は、以下の通りである。
1. 直接摂取によるリスクに係る基準
土壌含有量基準
2. 地下水等の摂取によるリスクに係る基準
土壌溶出量基準

## 構成

### 概要
土壌汚染状況調査
有害物質使用特定施設が設置されている敷地の土地所有者等は、当該特定施設の廃止時に土壌汚染状況を調査しなければならない。
要措置区域・形質変更時要届出区域の指定・台帳の調製
土壌が汚染されていることが判明した場合は、都道府県知事によって区域が指定され、台帳が作成され、閲覧ができるようになる。
土壌汚染による健康被害の防止措置
都道府県知事によって汚染の除去等の措置命令ができる。

## 土壌汚染対策法の問題点
本法にはいくつかの問題点が指摘されている。

### 汚染評価についての問題点
土地の汚染評価と、それを根拠づける調査方法については、本法制定前に使用されていたガイドライン「地下水・土壌汚染調査・対策指針（平成11年）」の制定当時より、科学技術的な課題が議論されていた。これらについては、「土地の履歴調査」として本法に発展し位置づけられたものもあるが、そのまま残され現在に至るまで課題が続くものもあり、一部については評価内容や調査方法が後退したものもある。また近年の社会的背景の中から新たに浮かび上がってきた課題もある。これらも含め、現在、本法の課題・問題として議論されている内容を順不同で列挙する。
なおこれらの課題については、土壌や地下水を媒体とする汚染の根幹に係る部分もあり、それらについては土壌汚染・地下水汚染の項目にも示されている。
1. 土地周辺への影響評価方法（調査方法も含め）が、ほとんど考慮されていない
  - 「2つのリスクの評価」が本法の初期段階の目的であるため、その範囲外である事項（外部への影響）については、当然のことながら、ほとんど考慮されていない
2. 土地そのものの調査・評価方法も、現在の科学技術レベルから見て、適切ではない
  - 地盤の土壌分布（地層構成）と汚染物質の挙動は密接に関係しているが、この科学的関係を無視した調査も行えてしまう。よって濃い濃度の汚染物質があったとしても、発見できずに「汚染はない」と評価されることがある
  - 地表からの浸透源を把握する調査方法により対策範囲を決めることとしているが、この調査は必ずしも汚染原因の実態に即していない
3. 地下水面から上の地層（これを法では「土壌」と称している）のみ取り扱うため、本来評価すべきである「土地の持っている環境機能への影響評価」をすることができない。
  - 地下水は流動し私有地に滞留しているものではなく、水循環の一翼を担うものである。すなわち、公共財的性格が強いものであるが、この点について全く考慮されていない
4. 上記3点により、この法律に定められた調査を実施したとしても、汚染を見落とす場合がある（土地に汚染がないことを証明する調査ではないことによる）。よって、後に汚染が発覚した場合にあっては、責任を免れることができない
5. 対象となる土地が限られ、対象外の土地の取り扱いが中途半端となっている。
  - 例えば、廃棄物の不法投棄事案等の本法対象外地域では、本法に定めた調査を準用することは行われていない。これは調査内容が科学技術的に不適切（外部への影響評価ができない）であるため、実務上、本法の制定以前のガイドラインである「土壌・地下水汚染に係る調査・対策指針及び同運用基準（平成11年）」を基本とした調査が行われている。
6. 対象物質が限られていることにより、土壌汚染を発端とする被害の未然防止が困難である
  - 法で決められていない物質で、近年問題発生件数が多い「油汚染」については、人への健康影響が少ないとして、本法の対象物質ではない。なお発生件数が多い（特にガソリンスタンドの地下埋設貯蔵タンク漏洩によるガソリン）ことから、2006年に油汚染に関するガイドラインが制定されたものの、行政上は「汚染」として扱われない。
  - 各地で戦前から現在までも発生している旧日本軍・自衛隊・米軍基地からの航空機用燃料油等による周辺への地下水への汚染拡散問題については、同ガイドラインにも、対応に関する記述はない（このガイドライン上では「汚染」という用語は用いてはいるが、環境基準等の対象物質ではないことから、他の法令で示される「汚染」とは明らかに取り扱いが異なるので注意が必要である）。
7. 汚染浄化目標を土地の利用目的に応じて変えることができない、全ての土地をゼロリスクを目標として浄化せざるを得ない
  - この点については、浄化目標を変えることができない方がよいとする考え方もある。詳しくは土壌汚染の項目を参照のこと
8. 指定調査機関の登録基準が緩いため、質的（科学技術的）レベルが低い機関による苦情が発生している
  - 必ずしも多数の事例を行っている指定調査機関がよいとは限らない
9. 調査機関によって、異なる調査結果が得られたり、同じ結果においても、汚染評価が異なる場合もある
  - 上記1、2について、調査機関の技術的能力により、評価レベルが異なる
10. 調査方法がどのような性質の地盤（本来、多様な土壌や地層によって構成されている）に対しても同一内容であるため、調査内容の科学的技術水準が低く抑えられており、結果的に汚染評価に対して「抜け道」がある。
11. 対策方法を決めるにあたって、有害物質であるにもかかわらず、土地周辺の住民等の意見が反映されることはない（法の付帯条項にも示されているが、改善される動きはない）
12. 自然由来からの汚染、近隣地からの「もらい汚染」であっても、土地所有者の責任で対応しなければならない。現実的には、自然由来汚染またはもらい汚染であるかどうかの判断が難しい
  - 自然由来の土壌汚染については、バックグラウンド値（表層土壌中の重金属類）のデータがなかったことから、環境省が2005年と2006年に、全国の表層土壌中の重金属類の分布調査を社団法人土壌環境センターに委託し、その解析を行っている。ただしこれは表層の土壌が主であり、地層の重金属類や埋め立て地の土については一部であることに留意が必要である
13. 公平性・第三者評価の立場を確保するために土壌汚染対策法の第31条には土地所有者と土壌汚染調査機関の関係について下記のように定めており、親会社・子会社や証券取引法上の連結会計会社など、利害関係のある調査機関は排除されている。
  - 第2号 法人にあっては、その役員又は法人の種類に応じて環境省令で定める構成員の構成が土壌汚染状況調査等の公正な実施に支障を及ぼすおそれがないものであること。
  - 第3号 前号に定めるもののほか、土壌汚染状況調査が不公正になるおそれがないものとして、環境省令で定める基準に適合するものであること。

### 未利用地発生の問題
経済的時代背景と本法制度上の問題から、汚染された土地の未利用（放棄）問題であるブラウンフィールド問題について議論されている。詳細は、ブラウンフィールドを参照のこと。

## 見直し
2007年6月環境省は、本法制定後5年が経過し課題が明確化してきたことから、土壌汚染対策の整理検討を図ることを目的とし、「土壌環境施策に関するあり方懇談会」を、水・大気環境局長諮問により設置した。2010年4月1日改正法が施行された。委員構成は、土壌環境や法律にかかわる学識経験者、調査・対策の専門家、不動産・金融・事業者、自治体などの関係者の18人。
検討項目（現状把握、課題整理、解決策）は以下の通り。
1. 法律の対象範囲（現在行われている対策の大部分はが法律の枠外で実施されている）
2. 対策のために搬出される汚染された土の適正処理の確保
3. ブラウンフィールドへの適切な対応

2007年10月国土交通省は「土壌汚染地における土地の有効利用等に関する研究会」を開催し、2008年4月に中間取りまとめを公表した。 
2008年12月に環境省は中央環境審議会土壌農薬部会土壌制度小委員会において「今後の土壌汚染対策の在り方について（案）」を取りまとめた。

## 本法以外の土壌環境保全対策関連の法制度

### 法制度一覧
1. 農用地の土壌の汚染防止等に関する法律
2. ダイオキシン類対策特別措置法
3. 水質汚濁防止法（地下水関連）
4. 土砂条例等